# Giovanni Battista Rezzonico
Giovanni Battista Rezzonico (* 1. Juni 1740 in Venedig; † 21. Juli 1783 in Rom) war ein Kardinal der katholischen Kirche.

Kardinalswappen von Giovanni Battista Rezzonico (schematische Darstellung)

Er wurde, ohne vorher jedwede Weihe erhalten zu haben, am 10. September 1770 von Papst Klemens XIV. zum Kardinaldiakon der Titeldiakonie San Nicola in Carcere ernannt. Er nahm am Konklave 1774–1775 teil, das Papst Pius VI. wählte. Giovanni Battista stammte aus dem gleichen Geschlecht wie auch Papst Klemens XIII. (1758–1769) und Kardinal
Carlo Rezzonico der Jüngere (Kardinal 1758).
Rezzonico war von 1763 bis zu seinem Tode Großprior des Großpriorates von Rom des Souveränen Malteserordens und erteilte im Jahre 1765 dem Architekten Giovanni Battista Piranesi den Auftrag zur Neugestaltung der Prioratskirche Santa Maria del Priorato.